# Lucia Pagniello
Lucia Pagniello (Melfi, 23 luglio 1866 – 1960) è stata una poetessa italiana.

## Biografia
Figlia di Teodoro Pagniello, commerciante, assieme ai due fratelli e a una sorella, rimase orfana di entrambi i genitori in tenera età: questo elemento segnerà la sua sensibilità e la sua produzione poetica. Dopo la morte dei genitori, in quanto primogenita, ebbe la responsabilità di governare la casa e aiutare gli altri fratelli. Lucia diventò maestra elementare nel dicembre del 1889 e, successivamente, direttrice didattica dal 1907 fino al 1930-1931.
Poetessa sensibile e fine, pubblicò le sue prime poesie nel 1899 raccolte contenute nel volumetto Visioni e ricordi (Melfi, Tipografia Del Secolo). Seguono Voci dell'anima, Melfi 1906, e Ultimi canti, Melfi 1929. Molte liriche compaiono in riviste dell'epoca come "Cordelia", "I diritti della scuola", "La donna italiana", "L'avvenire del Melfese", "Il Bersagliere", "Il giornale di Venosa", "Il Lucano", "La Basilicata" e altre.
Vincenzo Marsico descrisse l'originalità del suo stile come da ricercarsi "nel fatto che le sue rime lungi dall'essere la semplice solita imitazione dei grandi poeti, è l'eco di essi, a cui aggiunge una indiscussa sua personalissima nota.". Novella Capoluongo parla di lei come di una "poetessa triste e sensibile", che "scrisse diversi sonetti che costituiscono dei veri e propri quadri pittorici".
È possibile riscontrare nelle poesie di Lucia Pagniello riferimenti a Dante, Francesco Petrarca, Giacomo Leopardi, Giosuè Carducci e soprattutto Giovanni Pascoli. Scrisse prevalentemente sonetti, forma in cui riuscì ad esprimere sentimenti profondi, spesso improntati a tristezza e commozione.
Morì nel 1960, a seconda delle fonti consultate, che riportano il luogo di morte nella stessa Melfi o a Roma.

## Opere
- Visioni e ricordi, 1899.
- Voci dell’anima, 1906.
- Ultimi canti, 1929.